# Banda ancha móvil

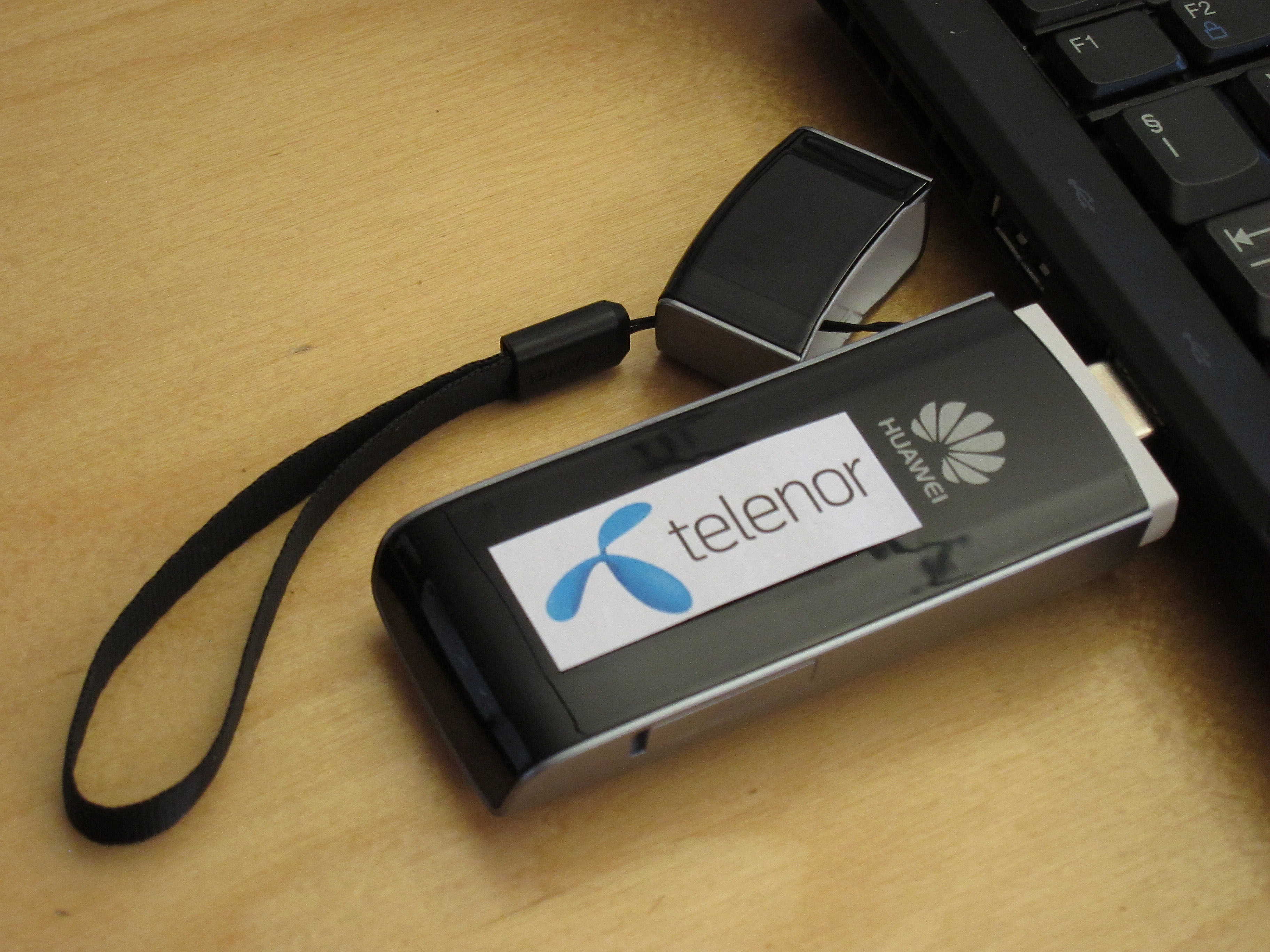
Módem con tecnología 4G LTE (actualmente de mayor velocidad de datos).

La Banda Ancha Móvil (BAM), también conocida como ADSM (por ADSL móvil), es un servicio de Internet Móvil con banda ancha.
Esta tecnología permite obtener internet en cualquier lugar y momento, siempre que se disponga de cobertura móvil, y  puede ofrecer velocidades equiparables a las velocidades de banda ancha por cable (entre 3 y 42 Mbps dependiendo del operador y del tipo de conexión: GPRS, 3G, 4G).

## Configuración del perfil de conexión
Para configurar el acceso a Internet mediante el teléfono móvil o módem USB es necesario contar con el nombre del punto de acceso (APN).
Para el teléfono móvil se puede utilizar la configuración automática, mediante el protocolo OMA Client Provisioning.
Para el módem USB, se puede utilizar el panel de control del sistema operativo o un programa genérico de configuración (como Mobile Partner) y el driver para el sistema operativo.

## Módem y wifi
Para su utilización, la computadora portátil debe integrar un módem (módem interno, lo cual no es habitual). Tanto los teléfonos inteligentes como las tabletas de gama superior integran un módem y disponen de una pantalla suficientemente grande como para poder utilizar el acceso a Internet sin necesidad de disponer de una computadora portátil. Esto es especialmente aplicable en el caso de las tabletas, por el mayor tamaño de su pantalla (típicamente entre 7 y 10 pulgadas, según el modelo).
Otra posibilidad, es la de conectar un módem externo (también denominado datacard), que se suele conectar por USB. Las operadoras suelen ofrecer generalmente un módem bloqueado para su uso solo en esa operadora (en algunos casos subvencionado por la propia operadora). También hay módems libres que pueden ser multi-SIM, para utilizar con más de un operador simultánea o sucesivamente, especialmente para el supuesto de falta de cobertura esporádica en alguno de ellos o para utilizar uno para subida y otro para bajada de datos.
También la mayoría de los teléfonos móviles actuales soportan la función de módem. Esto le permite conectarse con una computadora por USB, Bluetooth o WiFi y (teniendo los drivers correspondientes instalados en el equipo) conectarse a Internet de la misma manera que con el módem USB. Aunque esto conlleva ventajas (no se necesita módem USB) también conlleva inconvenientes (como la necesidad de instalar drivers concretos del móvil, cuando con un módem USB esos controladores se instalan automáticamente). Esta forma de conexión está actualmente cayendo en desuso, principalmente debido al auge de dispositivos tipo smartphone o tableta.
Por otro lado, hay programas de router WiFi virtual, que se pueden utilizar con el módem USB y la computadora. La principal función de Virtual WiFi Router es crear un entorno personalizado, mediante el cual se convierte la computadora en un hotspot o punto de acceso inalámbrico. La señal del módem USB, que llega a la computadora y mediante la cual este puede conectar a Internet, es reenviada mediante un protocolo de Windows para compartirla.

## Operadores, cobertura y MultiSIM

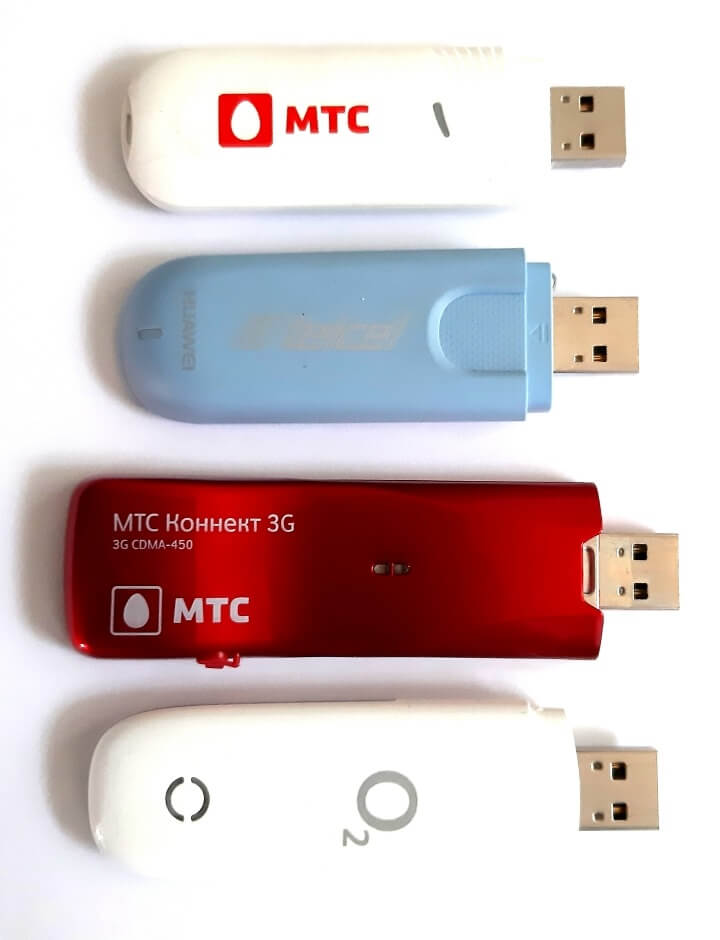
Módem USB de diferentes fabricantes y operadores

La ofrecen multitud de proveedores de telefonía móvil, como Vodafone, Movistar, Orange o Yoigo en España, o Iusacell, Unefon, Telcel, Movistar y Megared en México. En España también operadoras que no disponen de red propia como ONO (que utiliza la red de Vodafone) otras como Carrefour y MasMovil ofrecen estos servicios. Este tipo de operadoras que no disponen de red propia se denominan operadores móviles virtuales (OMV).
Para los lugares donde hay problemas de cobertura, se puede usar un teléfono móvil o un módem USB MultiSIM.
La expansión de la banda ancha en todo el mundo se encuentra en un periodo de crecimiento. De esta forma, las suscripciones globales sobrepasaron los 3.600M a cierre de 2016, lo que significa que se registraron 104 suscripciones móviles por cada 100 habitantes.

## Tarifas
Las operadoras distinguen estos dos tipos de navegación, bien desde una computadora portátil o bien desde un dispositivo móvil (teléfono inteligente o tableta), denominando Big Screen ("pantalla grande") a la primera y Small Screen ("pantalla pequeña") a la segunda. Actualmente no existen diferencias a nivel de tarifas entre un tipo de navegación u otra, en lo que a operadoras españolas respecta.
Para la tarificación de este servicio, las operadoras ofrecen varias opciones:
- Pago por uso, en la que se factura en función de los MB consumidos por el usuario.
- Tarifa plana con límite de consumo, en la que el usuario puede consumir una determinada cantidad de MB en el periodo de facturación por un pago fijo. Una vez consumidos los MB contratados, las operadoras suelen rebajar la velocidad de navegación a valores muy bajos sin restringir el servicio y sin cobros adicionales. Sin embargo, algunas operadoras han anunciado ya su intención de cobrar el exceso de MB consumidos sobre los contratados.[7]

En la tarificación con límite de consumo, cada es más frecuente que se ofrezca un límite de 10 Gigas.
Estas opciones se pueden combinar con las modalidades de prepago o contrato que también se ofrecen para servicios de voz:
- Modalidad de prepago, en la que el cliente dispone de una cantidad de dinero que disminuye de acuerdo con el uso del servicio. Al acabar esta cantidad el cliente se queda sin servicio hasta que recargue de nuevo la tarjeta con más dinero.
- Modalidad de contrato, el cliente contrata un servicio a un determinado precio con sus correspondientes prestaciones. La tarifa puede desglosarse en gastos fijos y gastos variables, dependiendo estos últimos del uso del teléfono.

En un principio, las tarifas de conexión para estos dispositivos eran poco asequibles, pero con el paso del tiempo estas han ido bajando y actualmente mucha gente dispone de un módem USB con tarjeta prepago con el que poder conectarse en casi cualquier parte a Internet (salvo en las zonas montañosas, donde se utiliza Internet por satélite). No obstante, algunas operadoras continúan con la baja de velocidad al alcanzar el límite de consumo, mientras otras no cuentan con esta limitación.

## Tecnologías
- 2G:
  - GPRS y EDGE
- 3G / UMTS:
  - HSDPA
  - HSUPA
- 4G / HSPA+
- 5G
- EV-DO

## Tipos de dispositivos
- Tableta
- Teléfono inteligente, teléfono móvil
- Wifi móvil, para compartir con varios dispositivos la banda ancha móvil, mediante WiFi.

## Principales fabricantes de módems USB
Los principales fabricantes de módems USB para banda ancha móvil son:
- Huawei
- Option[10]
- Qualcomm
- Sierra Wireless
- ZTE